# Касымджанов, Рустам Машрукович
Рустам Машрукович Касымджанов (узб. Rustam Qosimjonov; род. 5 декабря 1979, Ташкент) — узбекский шахматист, гроссмейстер, чемпион мира по версии ФИДЕ (2004). Постоянно проживает в Германии.
В английском варианте Касымджанов пишет свою фамилию как Kasimdzhanov. В русском написании иногда встречается вариант Касимджанов.

## Биография

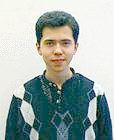
Рустам Касымджанов (1999)

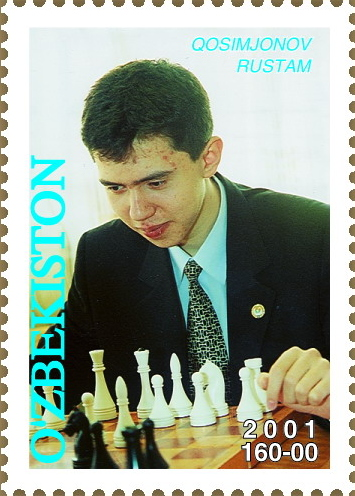
Рустам Касымджанов на почтовой марке Узбекистана. 2001 год

Рустам Касымджанов имеет родную сестру и родного брата, Умида и Хуршид. Супруга — Фируза (гимнастка), двое сыновей. Он научился играть в шахматы в пятилетнем возрасте.
В 1994 году стал чемпионом Азии среди юношей.
С 1997 года — гроссмейстер.
В 1998 году выиграл первый чемпионат Азии среди мужчин. В 1999 году занял второе место на чемпионате мира среди юношей в Ереване.
Побеждал на турнирах в Эссене (2001 год) и в Памплоне (2002 год).
На представительном турнире 2002 года в Хайдарабаде (Индия) Касымджанов занял второе место, уступив первое Ананду Вишванатану.

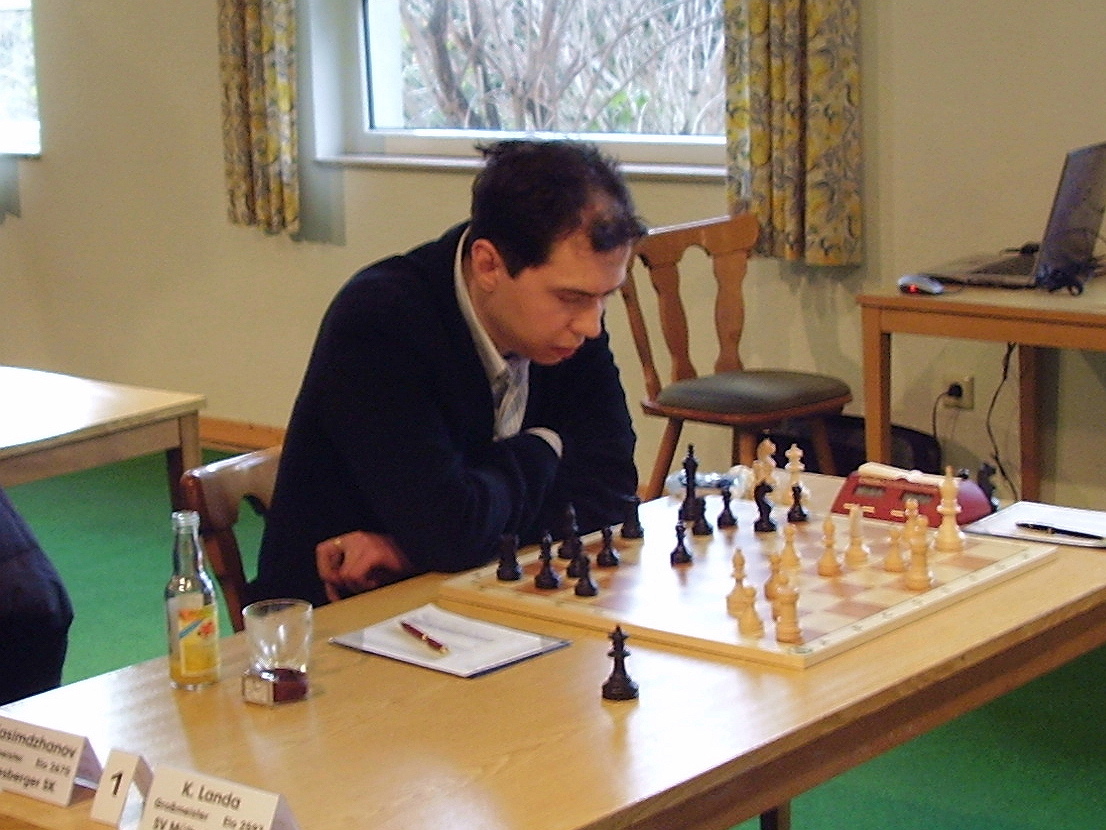
Рустам Касымджанов

Сенсационную победу Рустам Касымджанов одержал в нокаут-чемпионате мира ФИДЕ 2004 года. Перед турниром Касымджанов имел рейтинг Эло 2640 и находился на 54-м месте в рейтинг-списке ФИДЕ. Нокаут-чемпионат мира проводился в столице Ливии городе Триполи, поэтому в нём не участвовали израильские шахматисты и многие другие сильные гроссмейстеры. В ходе чемпионата Касымджанов последовательно обыграл Василия Иванчука (+0-0=2, 1,5:0,5 в доп. партиях), Золтана Альмаши (+2-0=0), Александра Грищука (+1-1=0, 2:0 в доп. партиях) и Веселина Топалова (+0-0=4, 2:0 в доп. партиях). В финальном матче Касымджанов победил английского гроссмейстера Майкла Адамса со счётом 4,5:3,5. Основной матч состоял из шести партий и закончился вничью — 3:3 (+2-2=2). В дополнительных двух партиях по быстрым шахматам (25 минут + 10 секунд после каждого хода) Касымджанов выиграл чёрными в первой и добился ничьей во второй.

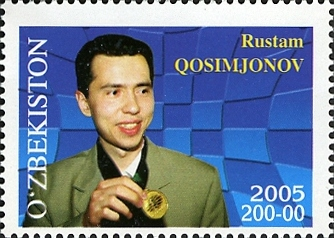
Рустам Касымджанов на почтовой марке Узбекистана. 2005 год

После победы на нокаут-чемпионате мира Касымджанов выиграл представительный турнир в индийском городе Пуне (Pune).
На одном из престижнейших турниров 2005 года, в испанском городе Линаресе, Касымджанов набрал только 4 очка из 10 и разделил 6-7 места.
В процессе объединительных усилий в шахматном мире на начало 2005 года планировался матч Касымджанова против Гарри Каспарова, но поединок не состоялся.
В 2005 году уступил титул чемпиона мира Веселину Топалову.
Касымджанов играет в немецкой шахматной Бундеслиге за шахматный клуб города Бад Годесберга.
Касымджанов показывает нестабильные результаты в турнирах. Его рейтинг никогда не был очень высоким. Самый высокий коэффициент Эло — 2715 — Касымджанов имел в мае 2015 года.
В 2000 году удостоен почётного звания «Узбекистон ифтихори».
Указом Президента Узбекистана Ислама Каримова от 14 июля 2004 года Рустам Касымджанов награждён орденом Амира Темура за «…выдающееся достижение — победу на чемпионате мира 2004 года по шахматам, проявленные присущие нашему народу высокий интеллектуальный потенциал, самоотверженность и волю, огромный вклад в повышение авторитета и престижа Родины, приумножение её славы на международной арене…».

Рустам Касымджанов был тренером-секундантом Вишванатана Ананда в матчах на первенство мира с В.Крамником (2008), В.Топаловым (2010) и Б.Гельфандом (2012), закончившиеся победой индийского гроссмейстера, а также секундировал С.Карякину (2016) и Ф.Каруане (2018) в их матчах за корону против Магнуса Карлсена.

## Стиль игры в шахматы
Несмотря на то, что у него не стабильные результаты в турнирах, по мнению многих шахматистов его игра очень стабильная. Из-за этого у него очень много ничейных партий. Он не пытается придумать что-то особенное в дебюте, даже если он несколько раз подряд проигрывает. Он редко ошибается, хорошо читает игру, но зачастую этого не хватает для победы. По-мнению Магнуса Карлсена, Касымджанов один из тех шахматистов, против которых играть очень сложно.

## Изменения рейтинга
| Графики недоступны из-за технических проблем. См. информацию на Фабрикаторе и на mediawiki.org. |